# Ngôi nhà Đức tại Thành phố Hồ Chí Minh
Ngôi nhà Đức tại Thành phố Hồ Chí Minh là công trình cao ốc văn phòng cao cấp nằm tại góc đường Lê Duẩn và Lê Văn Hưu, phường Bến Nghé, Quận 1, Thành phố Hồ Chí Minh. Tòa nhà này có hai mặt tiền dựng đầu tiên tại Việt Nam và Đông Nam Á.

## Quá trình hình thành
Sau khi kế hoạch xây dựng Ngôi nhà Đức được đề cập bởi Ngoại trưởng Đức Frank-Walter Steinmeier năm 2008, dự án này chính thức được phê duyệt năm 2013. Thủ tướng Đức Angela Merkel nhận định quyết định phê duyệt này là biểu tượng quan trọng trong việc đưa mối quan hệ hữu nghị giữa hai nước đi xa hơn.
Tháng 8 năm 2015, dự án Ngôi nhà Đức nhận được giải thưởng Phát triển văn phòng tốt nhất và Phát triển mảng xanh tốt nhất. Ngày 24 tháng 10 năm 2015, công ty TNHH Ngôi Nhà Đức Thành phố Hồ Chí Minh làm lễ động thổ và chính thức khởi công xây dựng tòa nhà này với sự tham dự của Bộ trưởng Bộ Công thương Việt Nam, ông Vũ Huy Hoàng và các đại diện hai bên của Đức và Việt Nam. Tòa nhà được thiết kế gồm 4 tầng hầm, cao 25 tầng, diện tích sàn rộng 40.000 m², với tổng vốn đầu tư 100 triệu đô la Mỹ, dự kiến hoàn thành vào quý 3 năm 2017.
Ngôi nhà Đức được xây dựng dưới sự đồng thuận hợp tác giữa hai nước Việt Nam và Cộng Hòa Liên Bang Đức trên cơ sở thiết lập các tiêu chuẩn sử dụng hiệu quả nguồn năng lượng tiết kiệm và tối ưu trên uy tín của nước Đức. Ngôi nhà Đức không những là nơi đặt trụ sở của Tổng lãnh sự quán Cộng hòa Liên bang Đức mà còn là nơi hoạt động của các doanh nghiệp, các trung tâm văn hóa xã hội và kinh tế của Đức tại Việt Nam. Dự án này cũng được xem là sự hợp tác hữu nghị và làm tăng cường các mối quan hệ ngoại giao chiến lược song phương giữa hai nước. Ngoài ra, Horst Geicke, chủ đầu tư của Ngôi nhà Đức nhận định tòa nhà sẽ là trung tâm hoạt động của các công ty và các nhà đầu tư tới từ Đức và các nước Châu Âu tại Việt Nam và các nước Châu Á trong khu vực.

Kể từ tháng 9 năm 2018, có ba Buddy Bears trong sảnh của Deutscheches Haus, tượng trưng cho sự gắn kết giữa Đức và Việt Nam, có mô típ cho thấy các khía cạnh khác nhau của mối quan hệ Đức-Việt.

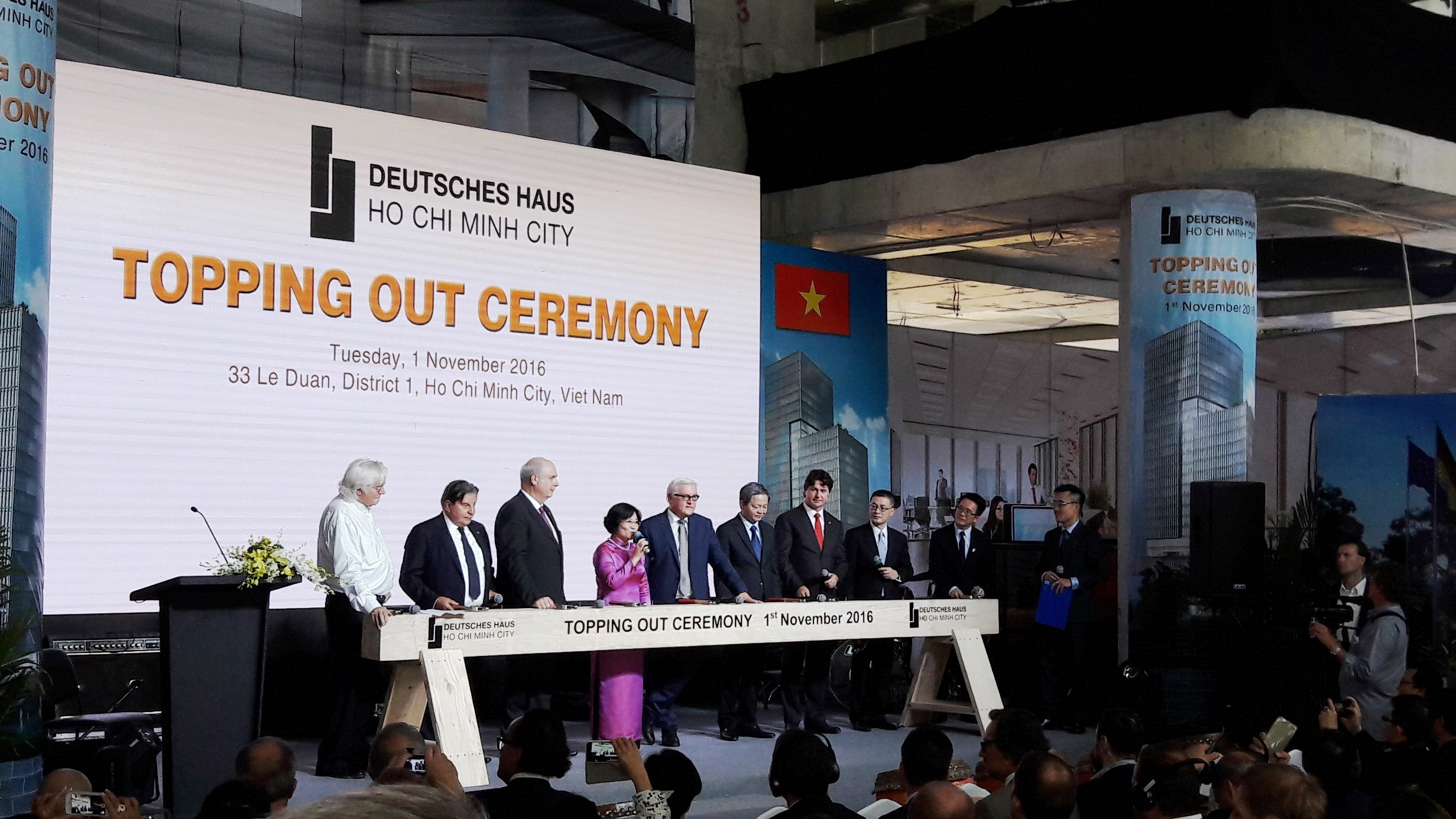
Buổi nói chuyện với chính trị gia và người thành lập (tháng 11 năm 2016)
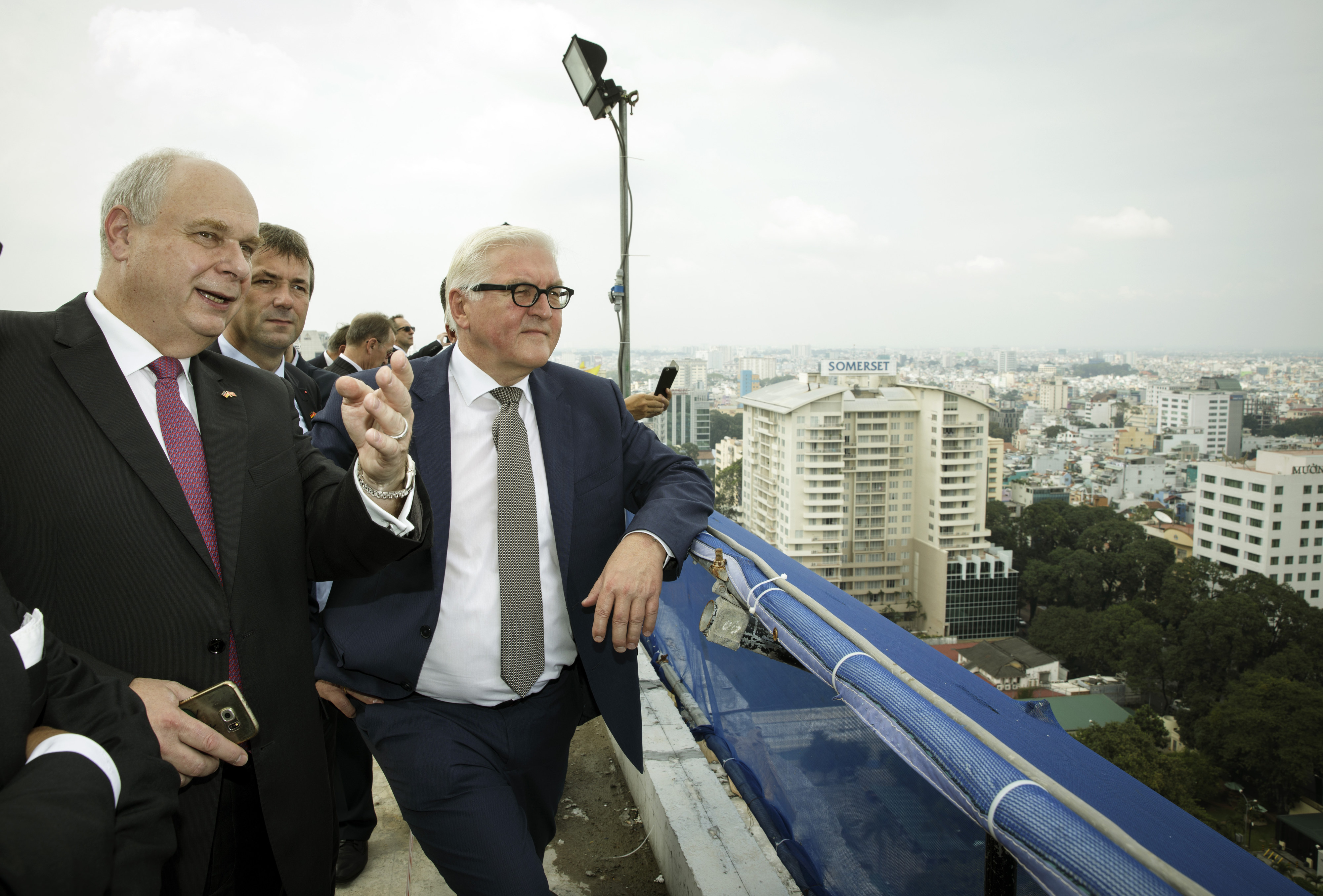
Topping out
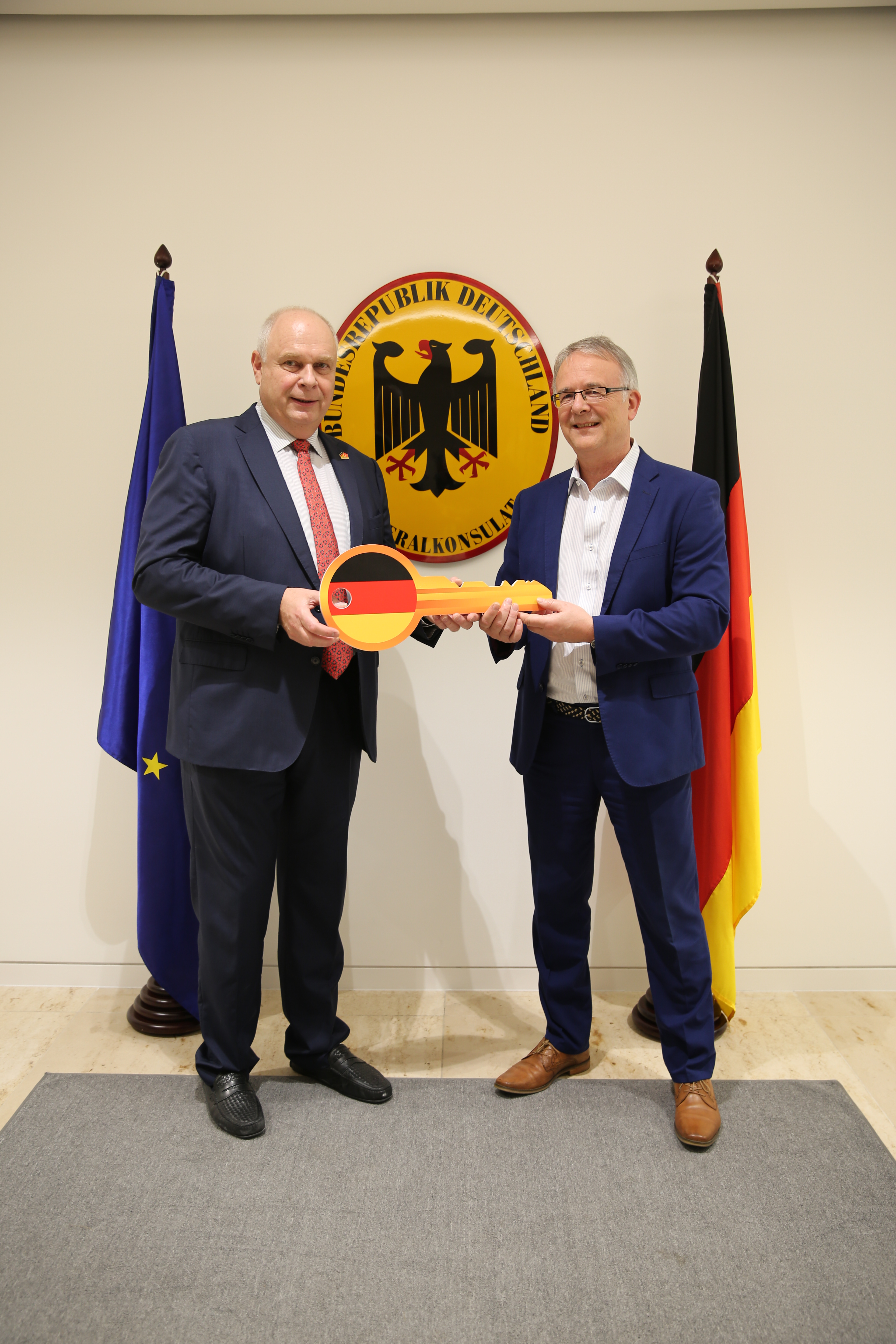
Symbolic key handover to the Consul General
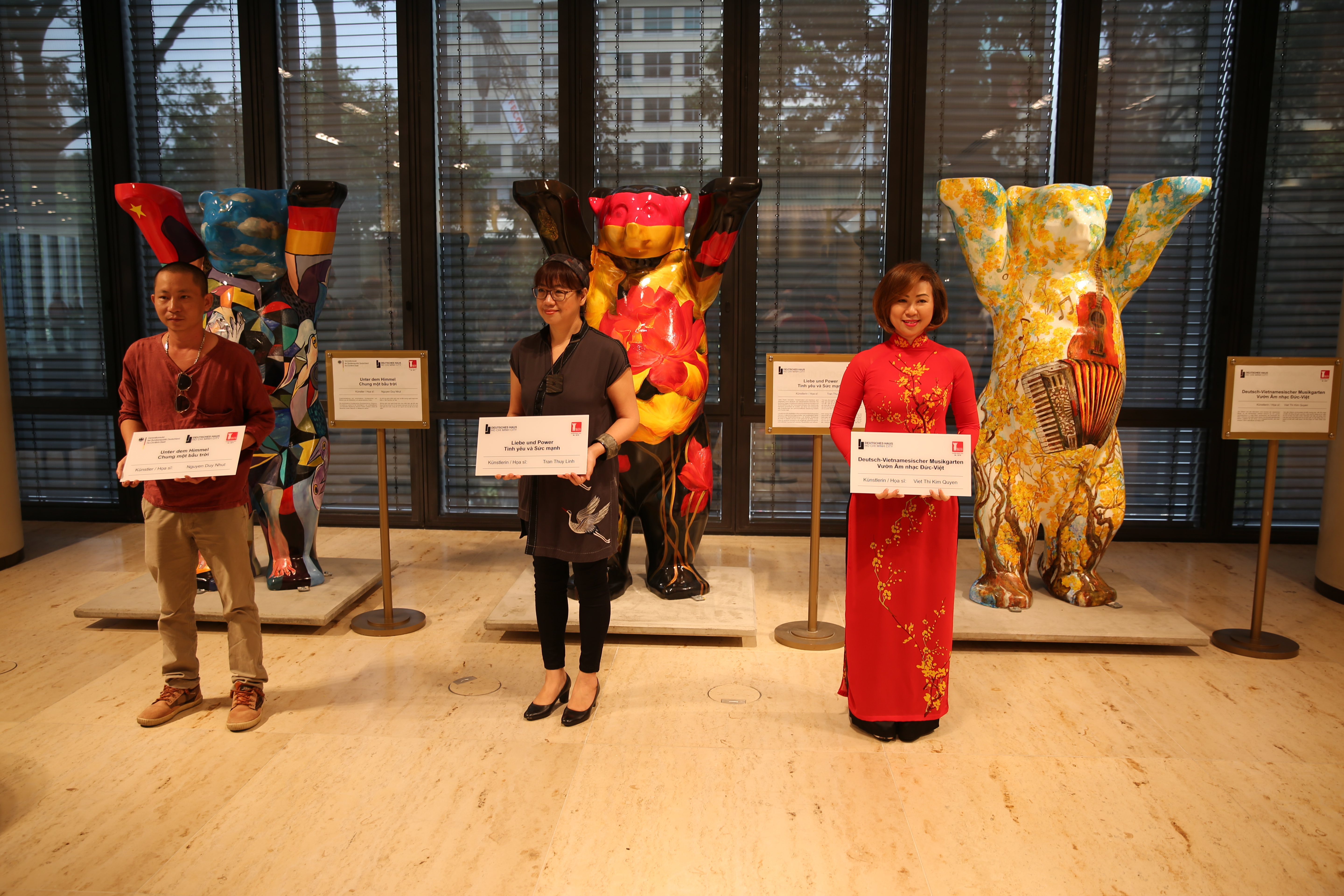
Buddy Bears

## Cấu trúc tiết kiệm năng lượng

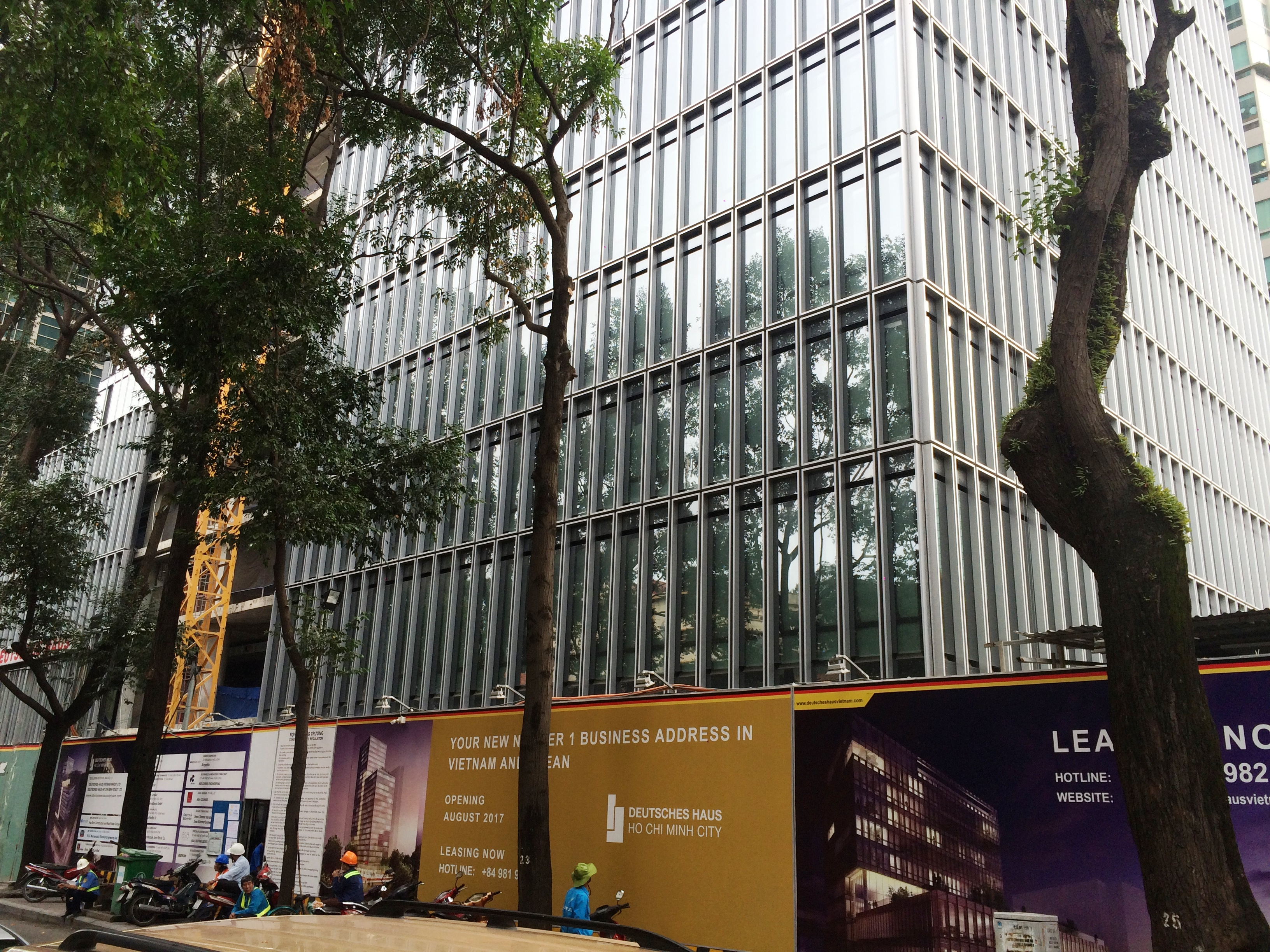
Nhìn từ ngoài đường (tháng 2 năm 2017)

Ngôi nhà Đức được xây dựng dựa trên thiết kế của hai kiến trúc sư Meinhard von Gerkan và Nikolaus Goetze của công ty Gerkan, Marg & Partners (gmp) tại Hamburg, Đức.
Tòa nhà được áp dụng các kĩ thuật và công nghệ xây dựng tiên tiến nhất của Đức kết hợp sử dụng các vật liệu xây dựng thân thiện với môi trường giúp tiết kiệm năng lượng và tạo ra một môi trường sống xanh cho con người. Đặc điểm sáng tạo của kiến trúc Ngôi nhà Đức không những thích hợp với điều kiện khí hậu của Việt Nam mà với kiến trúc hai mặt dựng còn giúp tiết kiệm nguồn năng lượng hiệu quả nhất. Vì thế Ngôi nhà Đức sẽ là công trình xây dựng đầu tiên ở Việt Nam được trao tặng hai chứng nhận tiết kiệm năng lượng DGNB vàng của Hội đồng Công trình bền vững Đức và LEED Bạch kim do Hội đồng Công trình Xanh Hoa Kỳ USGBC cấp.

## Tuyên bố
Ngoại trưởng Đức Frank-Walter Steinmeier gửi thông điệp đến lễ động thổ thông qua một video clip:
| “ | "Ngôi Nhà Đức TPHCM sẽ là cam kết của nước Đức rằng, chúng tôi sẽ đến Việt Nam và mong muốn hợp tác lâu dài, bền vững với đất nước bạn" | ” |

## Thư viện ảnh

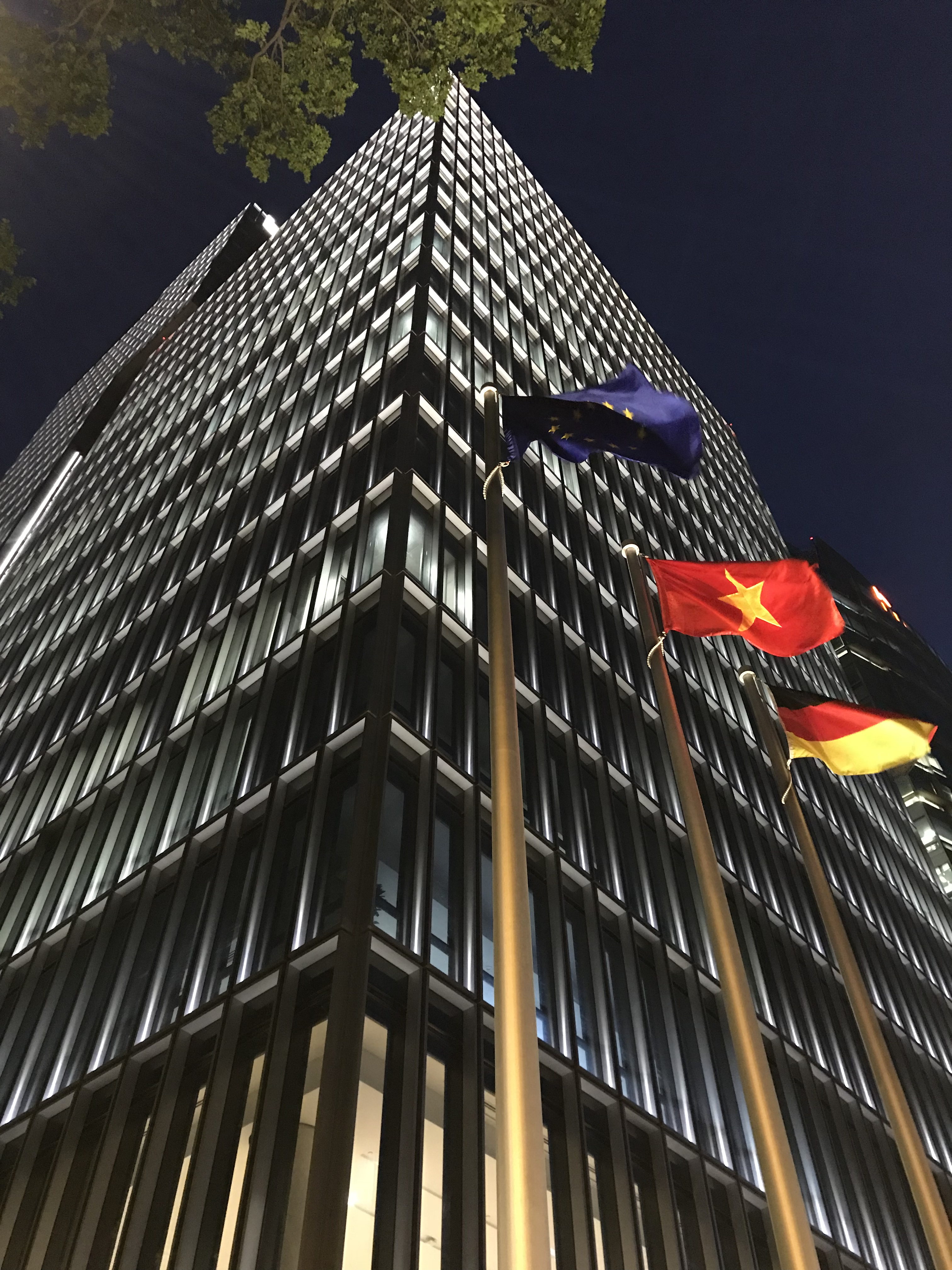
Deutsches Haus về đêm
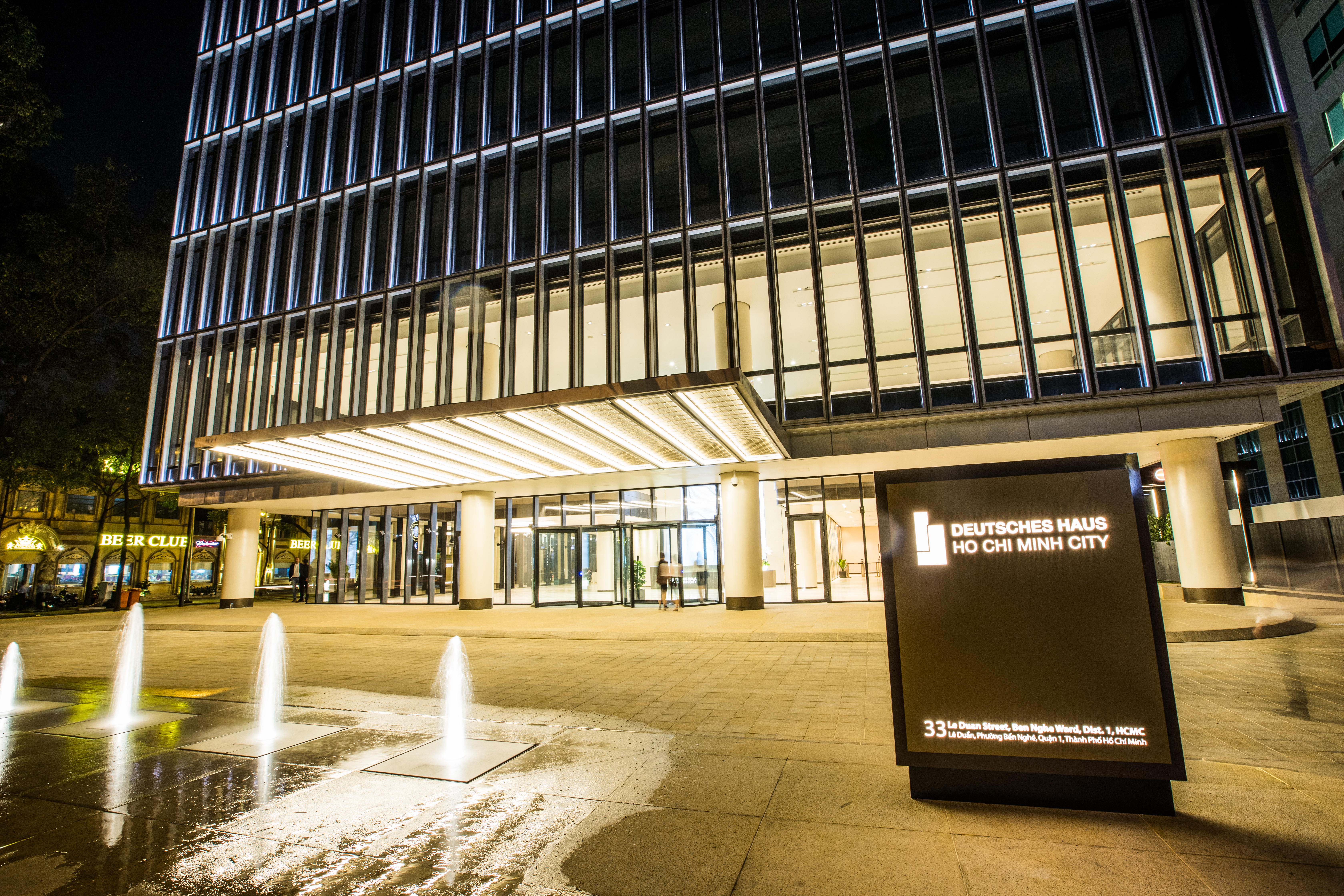
Lối vào chính
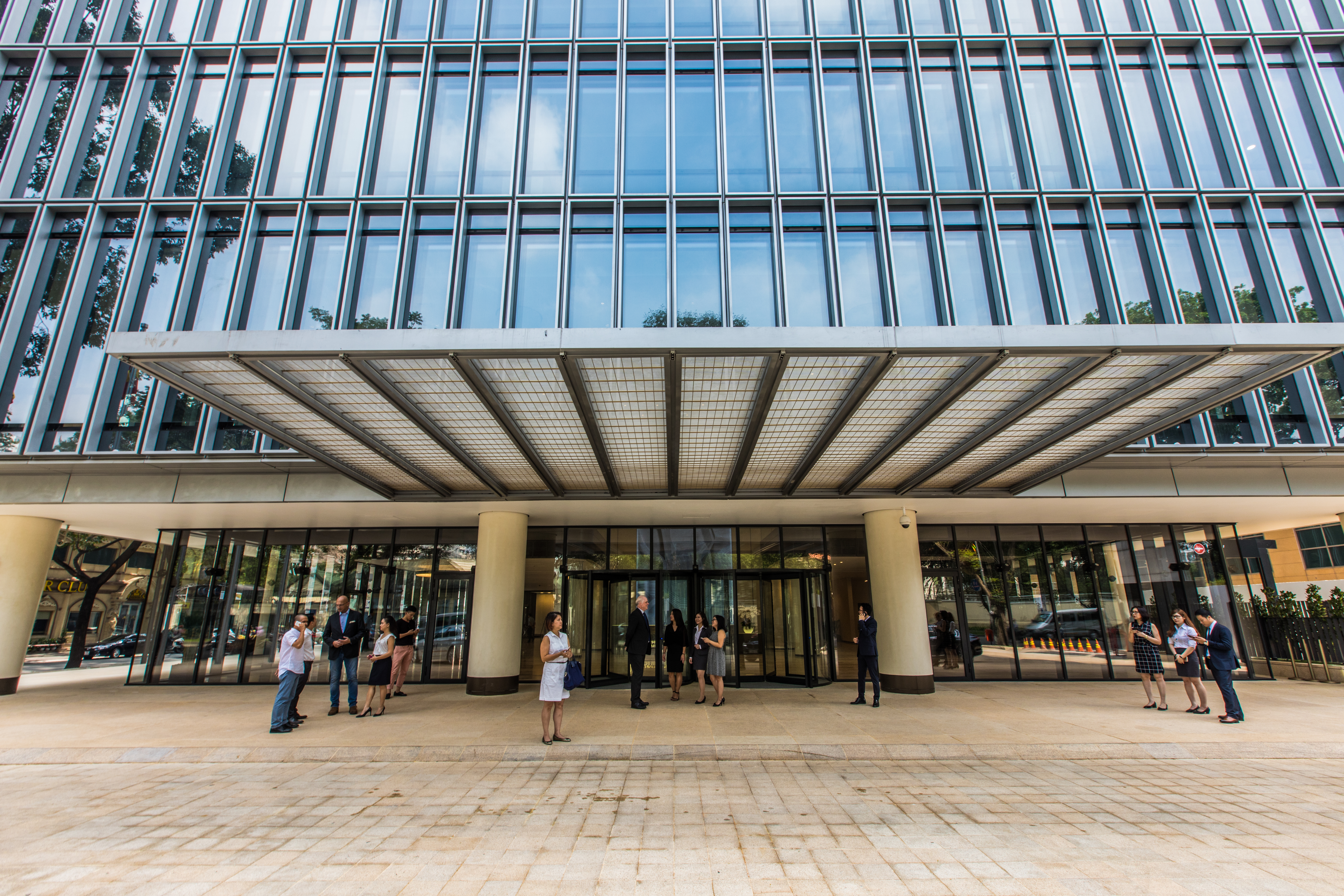
Lối vào chính
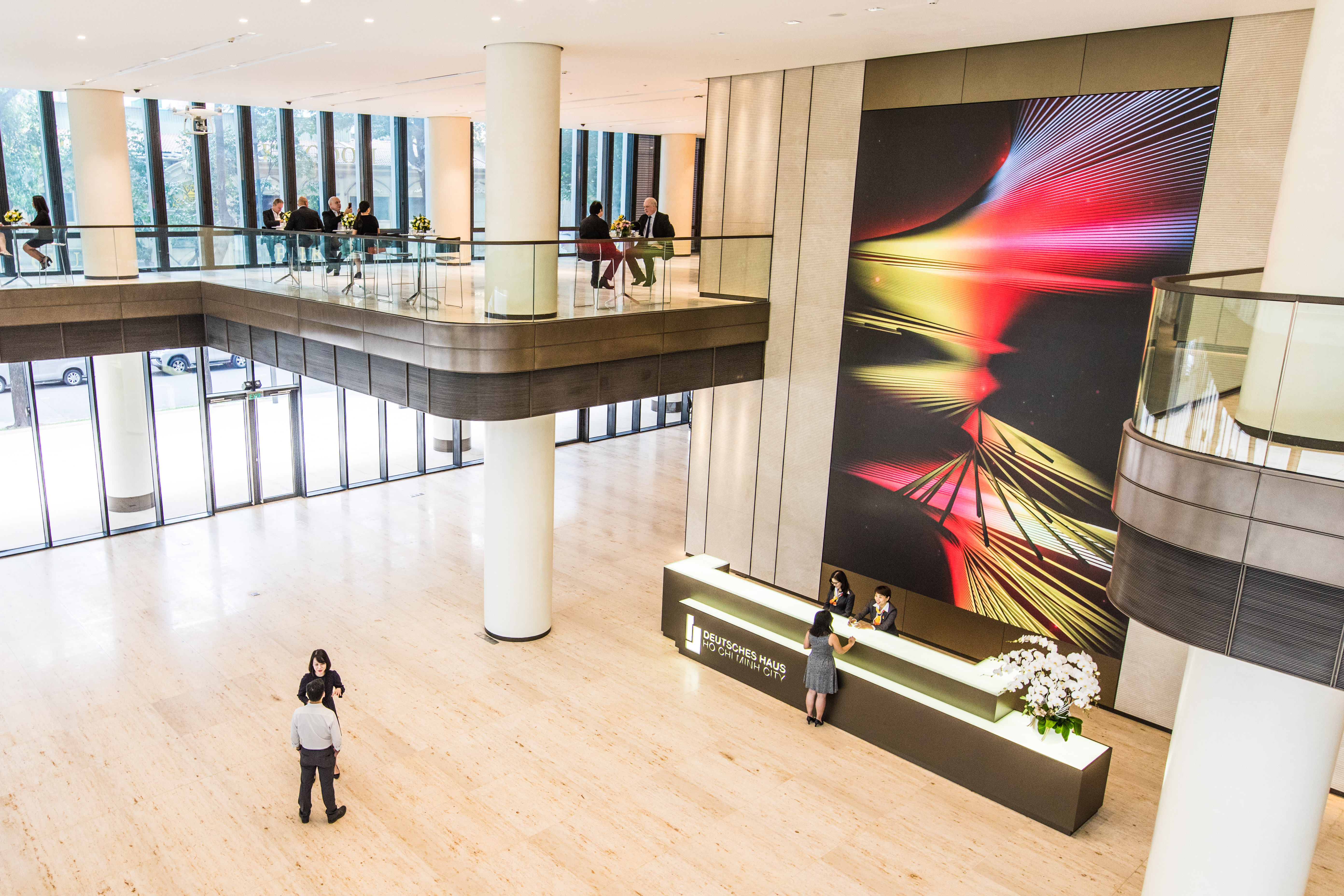
Sảnh chính
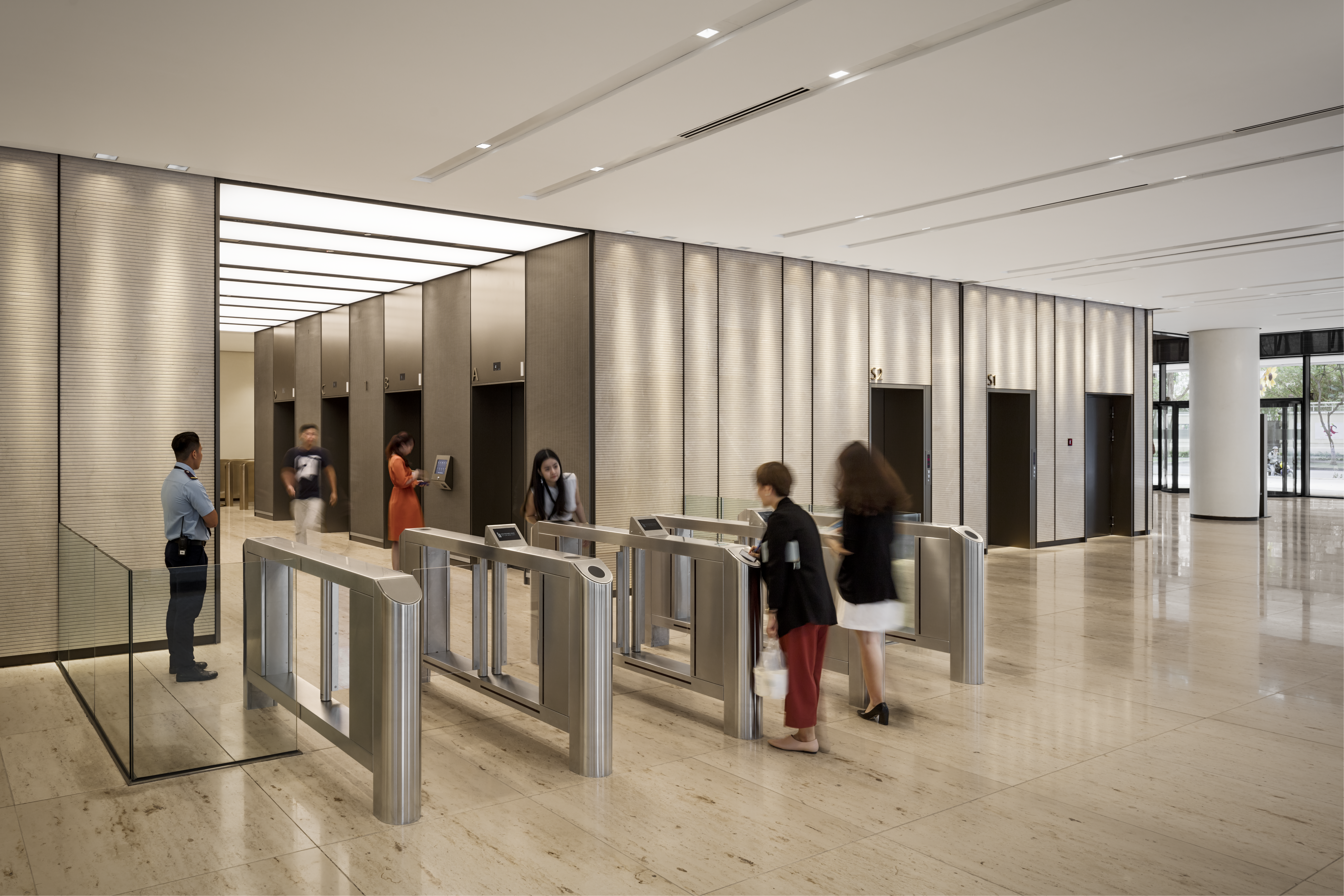
Sảnh thang máy
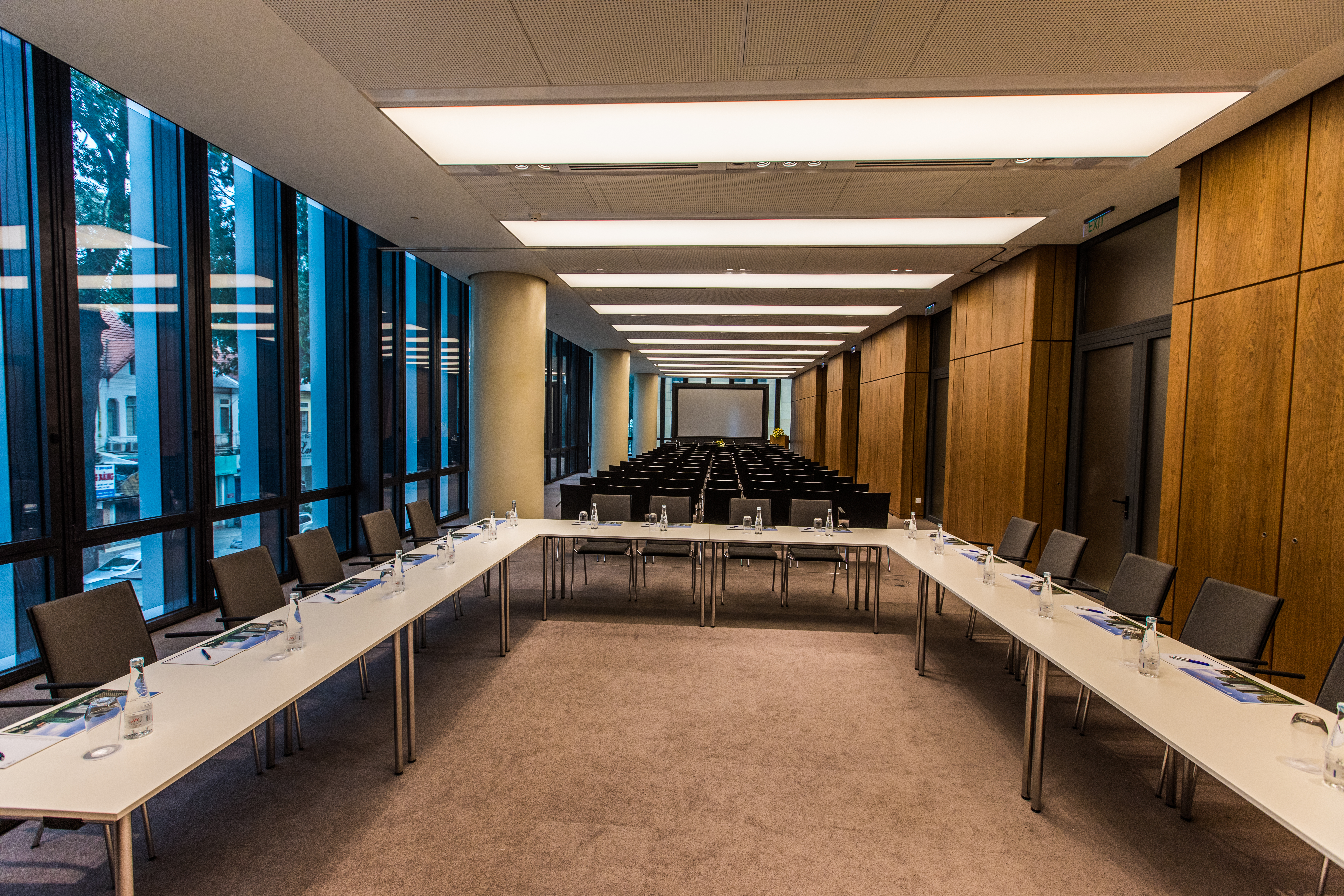
Phòng hội nghị
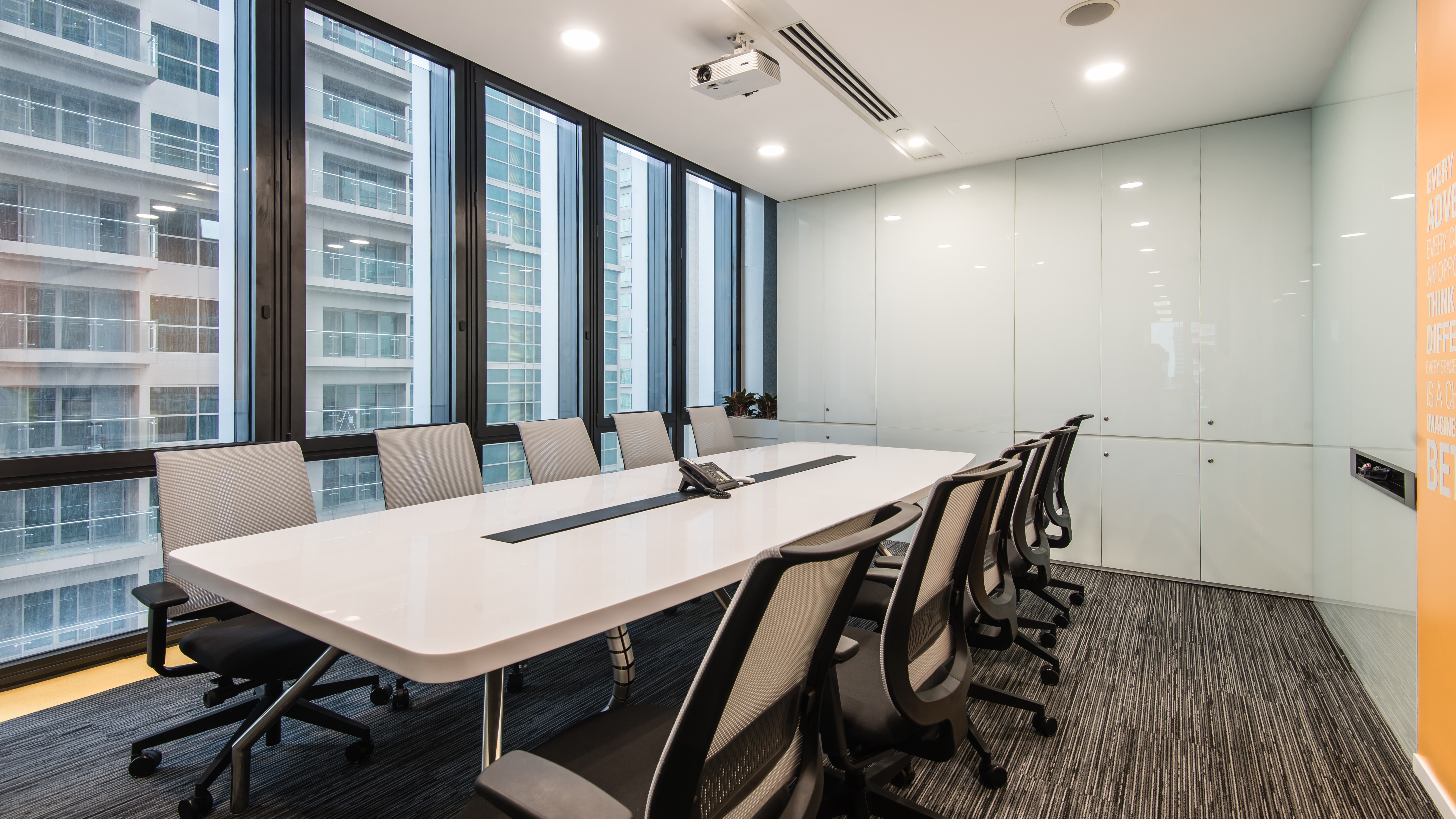
Phòng họp
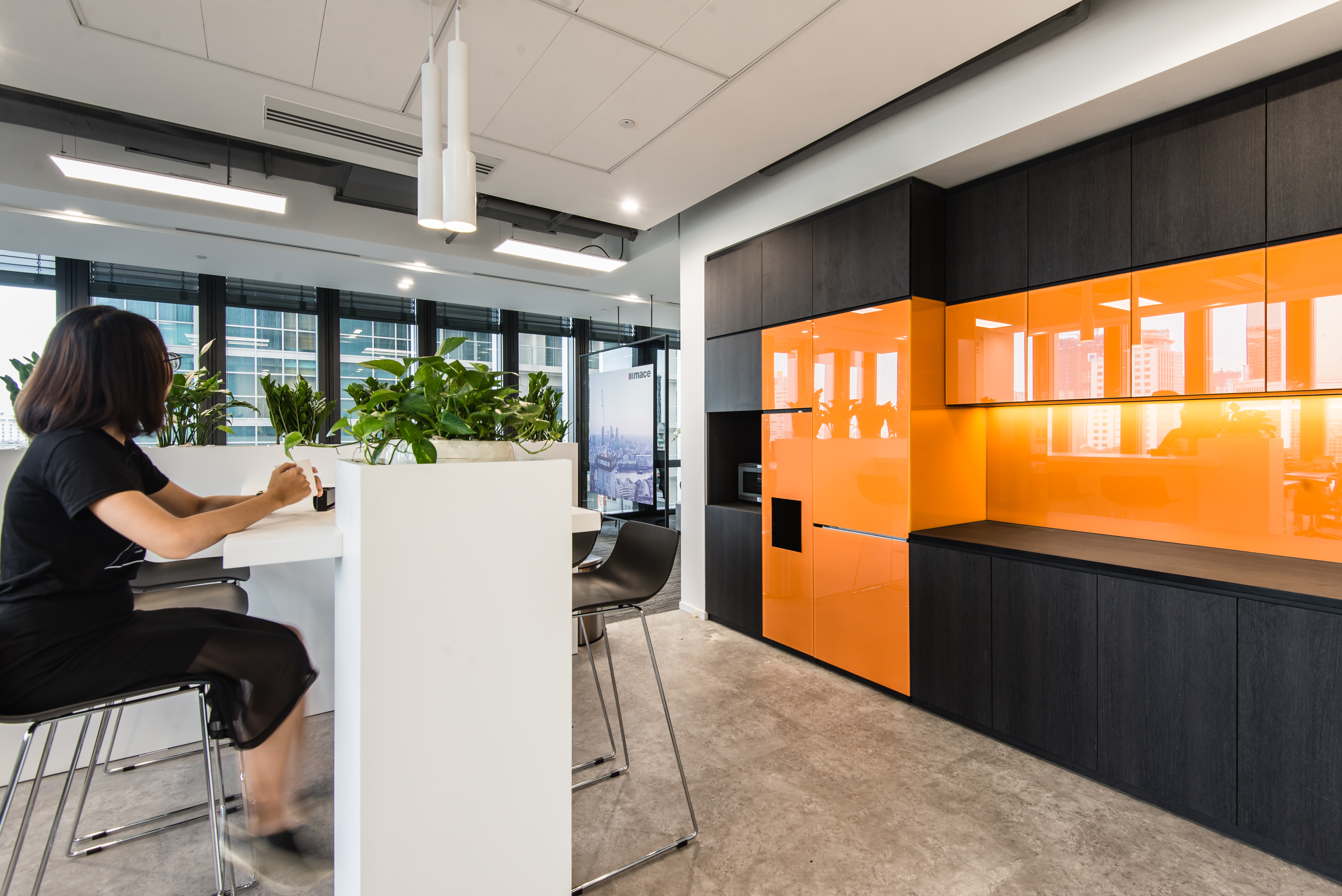
Pantry
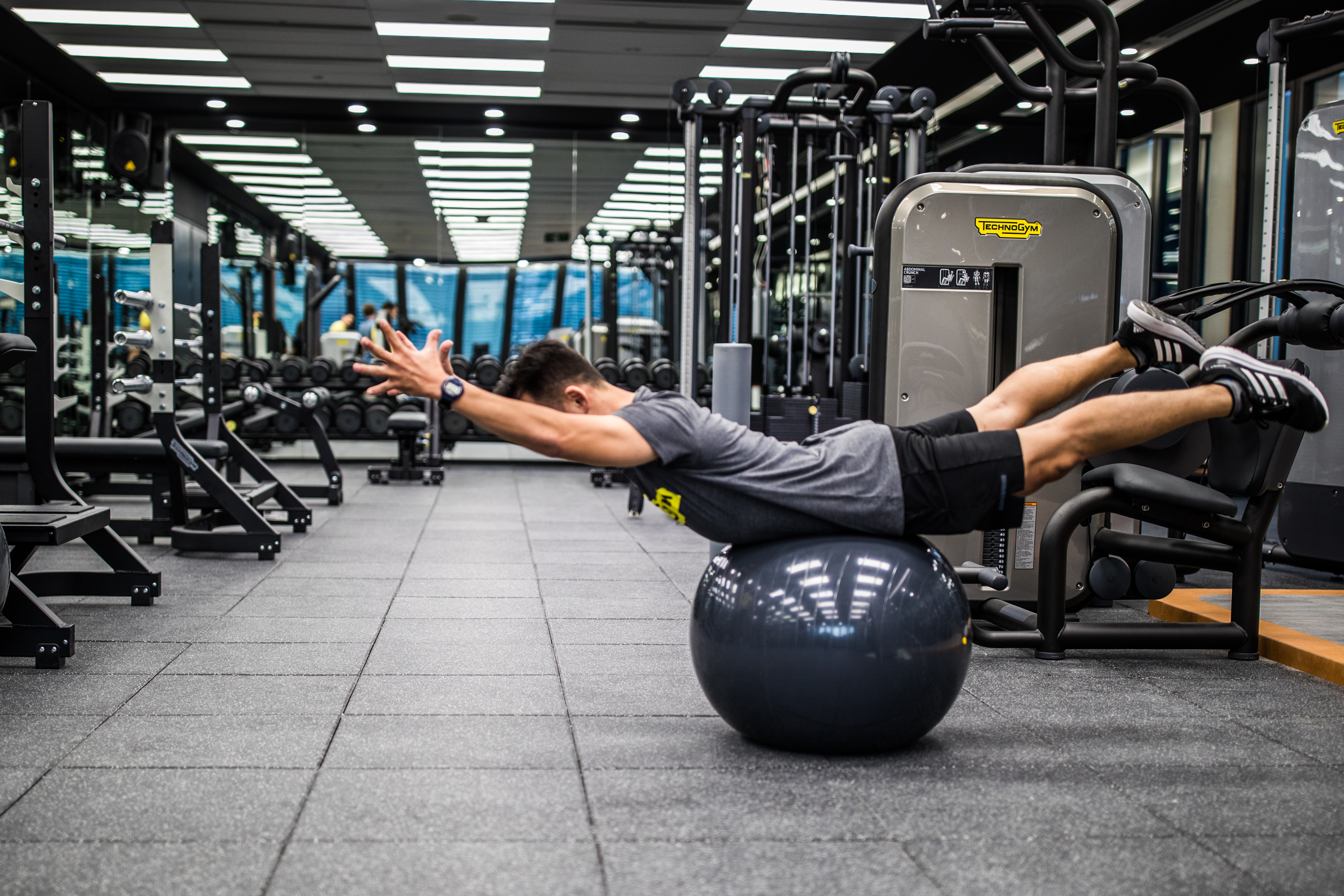
Phòng tập